# Seznam ministrů obrany České republiky
Seznam ministrů obrany České republiky  představuje chronologický přehled osob, členů vlády České republiky, působících v tomto úřadu:
| Pořadí | Portrét               | Ministr           | Funkční období    | Funkční období    | Funkční období | Strana             | Strana             | Vláda         |
| Pořadí | Portrét               | Ministr           | Nástup do úřadu   | Opuštění úřadu    | Dny v úřadu    | Strana             | Strana             | Vláda         |
| ------ | --------------------- | ----------------- | ----------------- | ----------------- | -------------- | ------------------ | ------------------ | ------------- |
| 1.     |                       | Antonín Baudyš    | 30. prosince 1992 | 21. září 1994     | 630            |                    | KDU-ČSL            | Klaus I.      |
| 2.     | Není dostupný portrét | Vilém Holáň       | 22. září 1994     | 4. července 1996  | 651            | KDU-ČSL            |                    | Klaus I.      |
| 3.     |                       | Miloslav Výborný  | 4. července 1996  | 2. ledna 1998     | 547            | KDU-ČSL            | Klaus II.          |               |
| 4.     | Není dostupný portrét | Michal Lobkowicz  | 2. ledna 1998     | 22. července 1998 | 201            |                    | ODS                | Tošovský      |
| 4.     | Není dostupný portrét | Michal Lobkowicz  | 2. ledna 1998     | 22. července 1998 | 201            | US                 |                    | Tošovský      |
| 5.     |                       | Vladimír Vetchý   | 22. července 1998 | 4. května 2001    | 1017           |                    | ČSSD               | Zeman         |
| 6.     |                       | Jaroslav Tvrdík   | 4. května 2001    | 9. června 2003    | 766            | ČSSD               | Zeman              |               |
| 6.     | Špidla                | Jaroslav Tvrdík   | 4. května 2001    | 9. června 2003    | 766            | ČSSD               |                    |               |
| 7.     | Miroslav Kostelka     | Miroslav Kostelka | 9. června 2003    | 4. srpna 2004     | 422            | nestraník za ČSSD  |                    |               |
| 8.     |                       | Karel Kühnl       | 4. srpna 2004     | 4. září 2006      | 761            |                    | US-DEU             | Gross         |
| 8.     | Paroubek              | Karel Kühnl       | 4. srpna 2004     | 4. září 2006      | 761            |                    | US-DEU             |               |
| 9.     |                       | Jiří Šedivý       | 4. září 2006      | 9. ledna 2007     | 127            |                    | nestraník za ODS   | Topolánek I.  |
| 10.    |                       | Vlasta Parkanová  | 9. ledna 2007     | 8. května 2009    | 850            |                    | KDU-ČSL            | Topolánek II. |
| 11.    |                       | Martin Barták     | 8. května 2009    | 13. července 2010 | 431            |                    | nestraník nom. ODS | Fischer       |
| 12.    |                       | Alexandr Vondra   | 13. července 2010 | 7. prosince 2012  | 878            |                    | ODS                | Nečas         |
| 13.    |                       | Karolína Peake    | 12. prosince 2012 | 20. prosince 2012 | 8              |                    | LIDEM              | Nečas         |
| 14.    |                       | Petr Nečas        | 21. prosince 2012 | 19. března 2013   | 88             |                    | ODS                | Nečas         |
| 15.    |                       | Vlastimil Picek   | 19. března 2013   | 29. ledna 2014    | 316            |                    | nestraník za LIDEM | Nečas         |
| 15.    |                       | Vlastimil Picek   | 19. března 2013   | 29. ledna 2014    | 316            | nestraník          | Rusnok             |               |
| 16.    |                       | Martin Stropnický | 29. ledna 2014    | 13. prosince 2017 | 1414           |                    | ANO                | Sobotka       |
| 17.    |                       | Karla Šlechtová   | 13. prosince 2017 | 27. června 2018   | 196            | nestranička za ANO | Babiš I.           |               |
| 18.    |                       | Lubomír Metnar    | 27. června 2018   | 17. prosince 2021 | 1269           | nestraník za ANO   | Babiš II.          |               |
| 19.    |                       | Jana Černochová   | 17. prosince 2021 | úřadující         | 1161           |                    | ODS                | Fiala         |